# 30119 Lucamatone
30119 Lucamatone este un asteroid din centura principală de asteroizi.

## Descriere
30119 Lucamatone este un asteroid din centura principală de asteroizi. A fost descoperit pe 29 martie 2000 la Socorro, New Mexico, în cadrul proiectului LINEAR. Asteroidul prezintă o orbită caracterizată de o semiaxă mare de 2,59 ua, o excentricitate de 0,07 și o înclinație de 5,9° în raport cu ecliptica.